# Издебский, Евгений Олегович
Евге́ний Оле́гович Изде́бский (укр. Євгеній Олегович Іздебський; 3 июня 1995, Херсон, Украина) — украинский футболист, защитник и полузащитник

## Биография

### Ранние годы
Воспитанник ДЮСШ херсонского «Кристалла», где с ним работали тренеры И. А. Жосан, И. Ю. Пасхал и А. А. Чернявский, и запорожского «Металлурга», где его тренером был А. П. Рудыка. С 2008 по 2012 год провёл 64 матча и забил 9 мячей в первенстве и чемпионате ДЮФЛ.

### Клубная карьера

#### «Металлург»
В 2012 году попал в основную заявку «Металлурга». 25 июля 2012 года дебютировал за юниорскую команду «Металлурга» в домашней игре против «Днепра», в итоге за состав U-19 выступал до 2014 года, проведя за это время 33 встречи. За молодёжную (U-21) команду дебютировал 8 августа 2013 в домашнем поединке против «Севастополя».
7 ноября 2015 года дебютировал в основном составе «Металлурга» в выездном матче Премьер-лиги против луганской «Зари», выйдя с первых минут встречи. 22 ноября того же года в домашней игре против «Александрии» Евгений «отметился» сначала заработанным в ворота своей команды пенальти, успешно затем реализованным Андреем Запорожаном на 73-й минуте поединка, а после ещё и автоголом на 80-й минуте встречи, установив, тем самым, итоговый счёт 0:2. Сам футболист этот крайне неудачный для себя матч прокомментировал следующим образом:

— Думаю, с александрийцами могли зацепиться за очки, даже настраивались соответствующим образом. Но опять же: арбитр принял непонятное решение назначить 11-метровый, когда после рикошета мяч случайно попал мне в руку. Ну а в моменте, когда срезал в свои ворота, старался доиграть до конца, делал подкат, чтобы разрядить ситуацию. К сожалению, произошла такая неприятность. После этого матча было довольно неприятно.
Оригинальный текст (укр.)— Думаю, з олександрійцями могли зачепитися за очки, навіть налаштовувалися відповідним чином. Але знову ж: арбітр ухвалив незрозуміле рішення призначити 11-метровий, коли після рикошету м’яч випадково потрапив мені в руку. Ну а в моменті, коли зрізав у свої ворота, старався дограти до кінця, робив підкат, аби розрядити ситуацію. На жаль, сталася така прикрість. Після цього матчу було доволі неприємно.

Во время зимнего перерыва сезона 2015/16 покинул «Металлург» в связи с процессом ликвидации клуба. Всего за время выступлений в составе запорожской команды провёл 4 встречи в чемпионате, 24 игры (в которых забил 1 гол) в молодёжном первенстве и 33 поединка в юношеском турнире.
2 февраля 2016 года стало известно, что Издебский прибыл на просмотр в клуб Высшей лиги Беларуси «Гранит» из города Микашевичи, в составе которого 6 февраля принял участие в контрольном матче с гродненским «Неманом», однако в итоге «Граниту» не подошёл.

#### «Энергия»
25 марта 2016 года был включён в заявку новокаховской «Энергии», в составе которой дебютировал на следующий день 26 марта, выйдя на замену вместо Ильи Носова на 42-й минуте домашнего матча первенства против херсонского «Кристалла». 3 июня того же года стало известно, что Евгений покинул «Энергию», за которую в общей сложности провёл 11 встреч в первенстве.

#### Возвращение в «Металлург»
В июле 2016 года стал игроком возрождённого запорожского «Металлурга».

## Статистика
| Клуб                    | Лига         | Сезон   | Чемпионат | Чемпионат | Кубок | Кубок | Дубль | Дубль |
| Клуб                    | Лига         | Сезон   | Игры      | Голы      | Игры  | Голы  | Игры  | Голы  |
| ----------------------- | ------------ | ------- | --------- | --------- | ----- | ----- | ----- | ----- |
| Металлург (Запорожье)   | Премьер-лига | 2013/14 |           |           |       |       | 5     | 0     |
| Металлург (Запорожье)   | Премьер-лига | 2014/15 |           |           |       |       | 9     | 0     |
| Металлург (Запорожье)   | Премьер-лига | 2015/16 | 4         | 0         |       |       | 10    | 1     |
| Энергия (Новая Каховка) | Вторая лига  | 2015/16 | 11        | 0         |       |       |       |       |
| Металлург-Запорожье     | Вторая лига  | 2016/17 | 2         | 0         |       |       |       |       |